# Moulin de Nanteuillet
Le Moulin de Nanteuillet et son jardin sont situés à Voulgézac, en France.

## Localisation
L'édifice est situé dans le département français de la Charente, sur la commune de Voulgézac, au sud d'Angoulême et de Mouthiers, sur la rivière Boëme, affluent de la Charente.

## Historique
Le bâtiment date du XVIIe siècle et a été rénové au XXe siècle.
Le dernier meunier est décédé en 1900 et c'est son gendre qui transforme le moulin en maison de campagne. Il fait dessiner les jardins et l'étang par le paysagiste charentais Eugène Bureau en 1927. Les plantations comportaient un millier de rosiers.
Le propriétaire dote le jardin d'un mobilier « à l'antique », imitation de la nature par des troncs d'arbre et des tiges de bambou en mortier moulé pour construire le pont, les bancs et les tables, dus à un artiste italien.
Le moulin et ses jardins ont été inscrits  monument historique le 9 novembre 2010.

## Jardin
Ce jardin paysager et vivrier comporte une roseraie dont les pergolas se reflètent dans l'eau du bief du moulin.

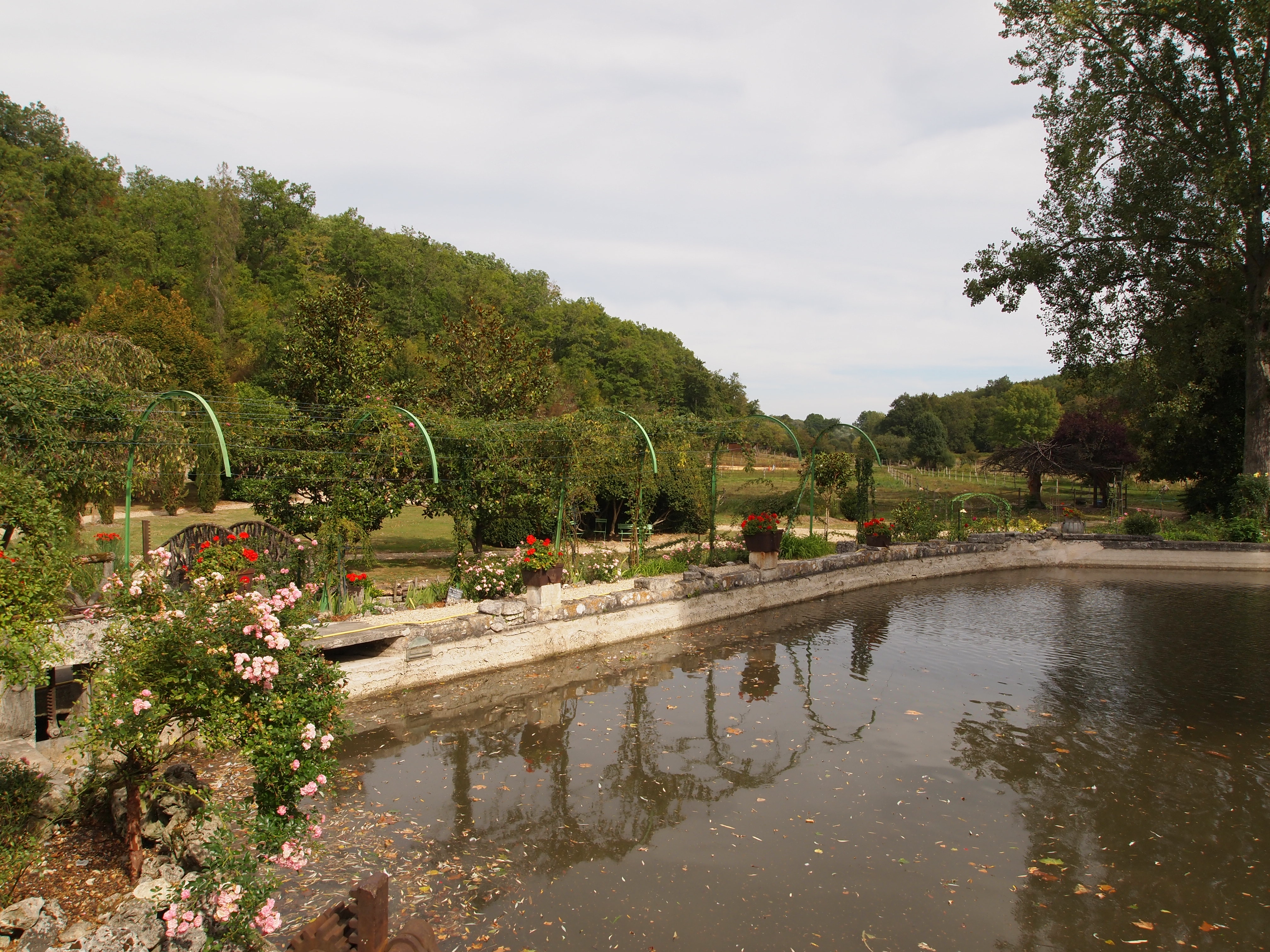
Roseraie et plan d'eau.

## Visite
Il est ouvert à la visite pour les Rendez-vous aux jardins. Il est visible du chemin de randonnée et ouvert sur rendez-vous.